# Polymera (Polymera) sordidipes
Polymera (Polymera) sordidipes is een tweevleugelige uit de familie steltmuggen (Limoniidae). De soort komt voor in het Neotropisch gebied.